# Сталинская премия за выдающиеся изобретения и коренные усовершенствования методов производственной работы (1948)
В 1948 году были названы лауреаты Сталинской премии за выдающиеся изобретения и коренные усовершенствования методов производственной работы за 1947 год в Постановлениях Совета министров СССР «О присуждении Сталинских премий за выдающиеся изобретения и коренные усовершенствования методов производственной работы за 1947 год» (опубликовано в газете «Правда» 3 июня 1948 года).

## Сталинские премии 1948 года

### Первая степень
Сумма вознаграждения — 150 000 рублей. В рамках премии внимание уделили 10 разработкам.
1. Игнатов, Николай Николаевич, руководитель работ, инженер, Чернавкин, Николай Николаевич, начальник отдела откачки шахт МУП западных районов СССР, Картозия, Арнольд Теймуразович, начальник Главшахтстроя Запада, Хорунжий, Валентин Алексеевич, главный механик комбината «Сталинуголь», Седов, Борис Яковлевич, главный механик комбината «Ворошиловградуголь», Прохоров, Василий Дмитриевич, главный механик комбината «Артёмуголь», Малягин, Михаил Сергеевич, главный механик комбината «Ростовуголь», Раевский, Павел Антонович, начальник бюро восстановления Главуглемаша в Донбассе, Гейер, Виктор Георгиевич, доцент Донецкого индустриального института, Мартынов, Василий Александрович, главный механик Главшахтовосстановления Донбасса, Каминский, Давид Наумович, гл. механик МСТП СССР, Жербин, Михаил Михайлович, нач. ЦБ копров Донбасса; Шахмейстер, Лев Григорьевич, нач. КБ подъёмных машин, Александров, Борис Филиппович, гл. конструктор Гипроуглемаша Запада, Бреславский, Михаил Тихонович, гл. конструктор Сталинского МСЗ имени 15-летия ЛКСМУ, Тулин, Вячеслав Семёнович, гл. конструктор по горному электроприводу Проектно-восстановительного треста МЭП СССР, Ставровиецкий, Валентин Романович, бывший гл. конструктор завода № 658(посмертно), — за разработку и внедрение передовых методов откачки затопленных шахт Донбасса и восстановление горного оборудования, значительно ускоривших темпы восстановления Донбасса
2. Касьянов, Владимир Тихонович, руководитель работ, профессор, консультант, Лютер, Роберт Андреевич, Шапиро, Давид Вениаминович, Рабинович, Исай Натанович, Кашик, Алексей Алексеевич, инженеры завода «Электросила» имени С. М. Кирова, — за создание крупных электрических машин постоянного тока
3. Лавочкин, Семён Алексеевич, — за создание новых типов боевых самолётов
4. Люльев, Лев Вениаминович, гл. конструктор, Малков, Всеволод Аркадьевич, Новосельцев, Авенир Михайлович, Родионов, Виктор Васильевич, Гинзбург, Александр Танович, инженеры завода № 8 имени М. И. Калинина, Попов Пётр Михайлович, инженер-полковник, Белостров, Александр Петрович, ст. инженер завода № 13, — за создание нового образца пушки
5. Макаров, Сергей Константинович, руководитель работы, гл. инженер, Пигузова, Лидия Ивановна, н. с. ЦИАТИМ, Америк, Борис Карлович, руководитель работы, нач. отдела Грозненского нефтяного НИИ, Молдавский, Борис Львович, профессор Ленинградского института высоких давлений, Оркина, Зинаида Георгиевна, Лаврентьев, Константин Григорьевич, н. с. Грозненского нефтяного НИИ, Фёдоров, Виктор Степанович, зам. МНП южных и западных районов СССР, Штейнгольц, Израиль Иосифович, гл. инженер треста «Нефтезаводпроект», Бочаров, Иван Васильевич, инженер-технолог завода № 867, — за коренное усовершенствование методов получения нефтепродуктов, обеспечившее значительное расширение ресурсов высококачественных бензинов
6. Микоян, Артём Иванович, Гуревич, Михаил Иосифович, — за создание нового типа боевого самолёта
7. Струминский, Владимир Васильевич, профессор ЦАГИ имени Н. Е. Жуковского, — за создание новых типов крыльев для самолётов
8. Туполев, Андрей Николаевич, ч.-к. АН СССР, — за создание новых боевых самолётов
9. Юдин Сергей Сергеевич, д. ч. АМН СССР, гл. хирург МГНИИСП имени Н. В. Склифосовского, — за разработку новых методов восстановительной хирургии при непроходимости пищевода
10. Яковлев, Александр Сергеевич, ч.-к. АН СССР, — за создание нового типа боевого самолёта

### Вторая степень
Сумма вознаграждения — 100 000 рублей. В рамках премии внимание уделили 27 разработкам.
1. Аамисепп, Юлиус Сиймович, ч.-к. АН ЭССР, зав. отделом селекции Государственной Иыгевской селекционной станции, — за выведение новых ракоустойчивых сортов картофеля «Калев», «Кунгла», «Иыгева», «Вируланэ», «Линда», получивших широкое распространение в ЭССР и в ряде областей РСФСР и БССР
2. Антонов, Николай Петрович, гл. конструктор, Герст, Вадим Михайлович, гл. инженер, Лендер, Владимир Францевич, Капустин, Поликарп Гордеевич, инженеры завода № 7 имени М. В. Фрунзе, — за создание новых образцов артиллерийского вооружения
3. Бурцев, Константин Иванович, руководитель работ, гл. инженер, Хусид, Соломон Ефимович, Ситков, Михаил Андреевич, Синдин, Виктор Григорьевич, Лаур, Густав Карлович, инженеры ММК имени И. В. Сталина; Челюсткин, Александр Борисович, инженер ЦЛ автоматики треста «Энергочермет», — за разработку и осуществление схемы комплексной автоматизации прокатного стана, обеспечившей значительное повышение его производительности и снижение брака проката
4. Васильев Александр Васильевич, руководитель работ, ст. н. с. ВНИИЖ, Ватагин, Владимир Александрович, ст. инспектор по племенному делу Куйбышевского областного управления сельского хозяйства, Некрасов, Дмитрий Андреевич, ст. зоотехник Кошкинского Государственного племенного рассадника, Ежов, Николай Николаевич, ст. чабан овцеводческой фермы колхоза «14 лет Октября» Кутузовского района Куйбышевской области, — за выведение новой породы мясошерстных овец «Куйбышевская»
5. Васильев, Алексей Михайлович, руководитель работ, нач. станкостроительного цеха Московского 2-го часового завода, Галлай, Анатолий Андреевич, инженер Московского завода счётно-пишущих машин, Неклюдов, Григорий Иванович, Чернов, Николай Васильевич, инженеры СКБ, Жардзин, Эдуард Петрович, Тарасов, Сергей Васильевич, инженеры ММиП СССР, — за разработку конструкции и освоение серийного выпуска новых специальных станков
6. Гальперин, Владимир Григорьевич, руководитель работ, Аристархов, Серафим Алексеевич, Белянин, Борис Владимирович, н. с. ЦАГИ имени Н. Е. Жуковского, — за создание новой аппаратуры для производства аэродинамических испытаний
7. Гельперин, Иосиф Ильич, руководитель работ, нач. техотдела, Челобова, Софья Петровна, Павлов, Владимир Николаевич, инженеры ГИАП; Мишенков, Григорий Васильевич, гл. инженер ГБАТЗ имени К. Е. Ворошилова, Севцов, Александр Иванович, инженер Сталиногорского химкомбината, — за коренное усовершенствование технологии получения химических продуктов
8. Герсеванов, Николай Михайлович, ч.- к. АН СССР, Абелев Юде-Лев Мордухович, профессор, — за разработку и внедрение в практику новых методов строительства в условиях макропористых (лёссовидных) грунтов
9. Горев, Александр Александрович, руководитель работ, профессор, Гессен, Виктор Юльевич, Карпов Николай Иванович, Каплан, Вениамин Вульфович, н. с. ЛПИ имени М. И. Калинина, Булгаков, Константин Ефремович, гл. инженер завода «Электроаппарат», — за разработку метода и создание установки для испытания высоковольтной аппаратуры
10. Динцес, Абрам Ильич, руководитель работ, Ложкин, Леонид Павлович, Монастырский, Виктор Николаевич, Непомнящий, Владимир Антонович, Фёдоров, Фёдор Васильевич, н. с. ЦИАТИМ, — за разработку промышленного способа получения химического продукта
11. Дмитриевский, Валериан Степанович, руководитель работ, Кассациер, Абрам Самуилович, Манишер, Георгий Семёнович, Назаров, Александр Карпович, Трофимов, Константин Васильевич, инженеры ЦКБ № 18, — за создание нового двигателя для боевых кораблей
12. Константинов, Вячеслав Александрович, руководитель работ, Новиков, Борис Николаевич, Макаров, Пётр Павлович, Храмцов, Александр Алексеевич, инженеры завода № 800, Махарадзе, Арчил Филиппович, инженер-полковник, — за коренное усовершенствование двигателя для боевых кораблей и внедрение его в судостроение
13. Котин, Жозеф Яковлевич, гл. конструктор, Сычёв, Леонид Ефимович, Курин, Николай Васильевич, Маришкин, Фёдор Антонович, Каргаполов, Вениамин Александрович, инженеры-конструкторы Кировского завода в Ленинграде, — за создание нового трактора для трелёвки леса
14. Кужель, Николай Дмитриевич, руководитель работ, Башилов, Иван Яковлевич, Селиверстов, Николай Степанович, Арсланова, Наиля Каюмовна, Блинова, Евгения Александровна, Лапин, Юрий Дмитриевич, Рожков, Павел Иванович, инженеры завода № 169, — за разработку и внедрение новых методов очистки ценных металлов
15. Макаров, Семён Семёнович, руководитель работ, начальник СКБ, Денисов, Павел Павлович, нач. группы СКБ, Коленцев, Михаил Тимофеевич, гл. конструктор Гипроуглемаша Востока, Сердюк, Александр Калинович, нач. СКБ Гипроуглемаша Запада, Егоров, Леонид Васильевич, нач. шахты № 31, Малиованов, Даниил Исаакович, инженер Объединения «Союзвостокшахтпроект», — за разработку конструкции и внедрение в производство высокопроизводительного комбайна системы Макарова для одновременной зарубки, отбойки и погрузки угля на транспортёр в длинных забоях
16. Морозов, Александр Александрович, гл. конструктор, Кучеренко, Николай Алексеевич, Колесников, Анатолий Васильевич, Матюхин, Василий Григорьевич, Васильев, Пётр Петрович, инженеры завода № 183, — за создание нового танка
17. Мошкин, Пантелеймон Афанасьевич, руководитель работ, нач. лаборатории, Дурнов, Абрам Лейбович, Игонин, Леонид Андреевич, Куценко, Арон Иосифович, н. с. НИИ имени М. В. Фрунзе; Акутин, Модест Сергеевич, гл. инженер Кусковского химзавода, Дубинин, Борис Михайлович, ст. н. с. ИОХАН, — за разработку и внедрение в производство новых химических продуктов
18. Мурашов, Дмитрий Фёдорович, руководитель работ, д. г.-м. н., геолог Ленинградского геологического Управления, Шифрин, Давид Велькович, нач. отдела чёрных металлов МГ СССР, Кошиц, Константин Михайлович, ассистент ЛГУ, — за открытие крупных железорудных месторождений на Кольском полуострове, обеспечивших создание сырьевой железорудной базы для северо-западной чёрной металлургии
19. Пилль, Михкель Петрович, ч.-к. АН ЭССР, директор Иыгевской государственной селекционной станции, — за выведение новых высокоурожайных сортов зерновых культур: озимой ржи «Иыгева 1», озимой пшеницы «Луунья», яровой пшеницы «Иыгева Каука», ячменя «Иыгева 453»
20. Сафонов, Константин Евгеньевич, руководитель работ, Волков, Константин Михайлович, Горенштейн, Азар Борисович, н. с. ВНИИТП; Варенцов, Владимир Семёнович, инженер Главторфа, — за разработку и внедрение высокопроизводительных машин для добычи фрезерного торфа
21. Соколов, Тарас Николаевич, руководитель работ, Дружинский, Исаак Абрамович, Верин, Иван Иванович, Разыграев, Аркадий Михайлович, Назаров, Анатолий Гаврилович, инженеры ЛССЗ имени Я. М. Свердлова, — за разработку конструкции и освоение в производстве отечественного электро-копировально-фрезерного автомата
22. Сыромятников, Иван Аркадьевич, руководитель работ, зам. нач. техотдела МЭС СССР, Розенберг, Борис Исаакович, гл. электрик Ленинградского отделения Теплоэлектропроекта, Небрат, Лев Ефремович, Ясников, Владимир Николаевич, инженеры «Кемеровэнерго», Лысаковский, Георгий Иосифович, инженер «Донбассэнерго», — за разработку и внедрение метода пофазного ремонта ЛЭП
23. Федяевский, Константин Константинович, руководитель работ, Веселовский, Михаил Николаевич, Добровольский, Андрей Николаевич, Перельмутр, Александр Семёнович, Эпштейн, Леонид Абрамович, н. с. ЦАГИ имени Н. Е. Жуковского, — за разработку и внедрение в практику методов повышения скорости боевых кораблей
24. Хельквист, Герман Августович, нач. ГУ промышленной разведки и промысловой геологии МНП южных и западных районов СССР, Андрейко, Виктор Федотович, гл. геолог объединения «Краснодарнефть», Бальзамов, Михаил Иванович, гл. геолог треста «Краснодарнефтьразведка», Герцик, Эдмунд Рафаилович, нач. объединения «Краснодарнефть», — за коренные усовершенствования методов поисков нефти, приведшие к открытию новых месторождений
25. Шапировский, Натан Ильич, руководитель работ, Куликов, Виктор Иванович, Рапопорт, Соломон Яковлевич, Руднев, Виктор Николаевич, инженеры Азербайджанского отделения Государственного союзного геофизического треста МНП восточных районов СССР, — за разработку и внедрение метода морской сейсмической разведки
26. Шлыков, Михаил Иванович, руководитель работ, доцент, Маят, Александр Сергеевич, зам. директора МИМЭСХ, — за создание льноуборочного комбайна «ЛК-7»
27. Ясногородский, Игош Зельминович, зам. нач., Харитонов, Вениамин Семёнович, нач. ЦЛ АТЗ, — за разработку нового эффективного метода электронагрева металлов и сплавов в электролите

### Третья степень
Сумма вознаграждения — 50 000 рублей. В рамках премии внимание уделили 84 разработкам.
1. Анкинович, Степан Герасимович, руководитель работ, Анкинович, Екатерина Александровна, Смирняков, Николай Викторович, сотрудники Николаевской партии Казахского геологического управления, Казанцев, Михаил Иванович, Вьюнов, Фёдор Иванович, сотрудники Николаевской партии треста «Алтайцветметразведка», — за геологические исследования и разведку Николаевского полиметаллического месторождения
2. Бабаджанян, Мария Аракеловна, руководитель работ, гл. инженер Ереванского стеклотарного завода, Минасян, Валентин Спиридонович, зам. директора Ереванского ЭМСЗ, Энтелис, Фёдор Семёнович, гл. инженер строительства Ереванского стекло-муллитового завода, — за разработку конструкции печей и нового метода электротермической варки стекла
3. Байбаков, Александр Борисович, руководитель работ, Солдак, Георгий Филиппович, Зейгермахер, Израиль Львович, Кальпето, Николай Трофимович, Остафьев, Александр Иванович, инженеры завода «Ленинская кузница», — за разработку и внедрение в производство усовершенствованной стандартной конструкции речного буксира
4. Баренбойм, Исаак Юлисович, руководитель работ, нач. мостоотряда № 2 Мостотреста МПС СССР, Балицкий, Виктор Макарович, Зингоренко, Григорий Исаакович, Карсницкий, Николай Георгиевич, Константинов, Борис Петрович, Константинов, Михаил Николаевич, Ратнер, Георгий Петрович, Сапрыкин, Леонид Дмитриевич, Силин, Николай Александрович, Снитковский, Израиль Аронович, Тарусин, Николай Евстигнеевич, инженеры, строители Киевского моста, — за коренное усовершенствование гидромеханизации кессонных работ, обеспечившее резкое снижение стоимости работ, улучшение условий и повышение производительности труда
5. Богомолов, Константин Сергеевич, руководитель работ, ст. н. с. НИКФИ, Яковлева, Тамара Борисовна, ст. инженер НИИ ВВС, Кузнецова, Антонина Александровна, нач. цеха фабрики № 5, — за разработку и внедрение в промышленность новых типов киноплёнки
6. Бондаренко, Михаил Владимирович, Дмитриев Михаил Дмитриевич, сотрудники ЦНИИБ, — за разработку и внедрение в промышленность нового способа производства технической бумаги
7. Бочаров, Михаил Степанович, руководитель работ, Гуцунаев, Вадим Константинович, Блох, Гирш Абрамович, Чернухин, Шолом Яковлевич, н. с. ВНИИТП; за создание новых машин и методов осушения торфяных болот
8. Брауде, Гирш Вульфович, профессор ВЭИ имени В. И. Ленина, — за разработку новых методов конструирования радиоприборов
9. Веллер, Владимир Николаевич, руководитель работ, ст. н. с., Щегляев, Андрей Владимирович, Киракосянц, Гертруда Александровна, н. с. ВТИ имени Ф. Э. Дзержинского, — за разработку гидродинамической системы регулирования паровых турбин
10. Володин, Алексей Павлович, руководитель работ, нач. горного отдела НИГРИ, Малахов, Георгий Михайлович, доцент Криворожского ГРИ, Миняйло, Александр Афанасьевич, гл. механик треста «Кривбассруда», Полищук, Афанасий Дмитриевич, гл. инженер Рудоуправления им. Ф. Э. Дзержинского, Волков, Фёдор Иванович, зав. шахтой «Коммунар», Бринза, Николай Маркович, нач. техотдела Главруды, — за разработку и внедрение высокопроизводительной системы этажно-принудительного обрушения в условиях Криворожского железорудного бассейна
11. Гапеев, Александр Александрович, руководитель работ, профессор МГИ имени И. В. Сталина; Кушев, Георгий Леонтьевич, Медоев, Георгий Цараевич, ст. н. с. Геологического института АН Казахской ССР; Семёнова, Зинаида Петровна, геолог треста «Казахуглеразведка», — за геологические исследования, обеспечившие открытие новых участков коксующихся углей в Карагандинском угольном бассейне
12. Гармашев, Александр Фомич, руководитель работ, Сигин, Леонид Сергеевич, Ходос Пётр Михайлович, инженеры ММК имени Ильича; Волошкевич, Георгий Зосимович, н. с. ИЭС АН УССР, — за коренное усовершенствование технологии производства котлов железнодорожных цистерн
13. Гефен, Нина Ефимовна, д. м. н. ассистент ММИ МЗ РСФСР, Александров Николай Иванович, подполковник м/сл, — за изобретение и внедрение в практику новых типов вакцин
14. Гоголев, Фёдор Тимофеевич, инженер МИМЭСХ, — за разработку конструкции новой зерносушилки, нашедшей широкое применение в сельском хозяйстве
15. Горецкий, Борис Константинович, нач. ГУ инкубаторно-птицеводческих станций МСХ РСФСР; за разработку конструкции нового мощного автоматически управляемого электрического инкубатора
16. Гринберг, Марк Иосифович, профессор, гл. конструктор паровых турбин, Антонов, Александр Гаврилович, Бушуев, Михаил Николаевич, Егоров, Владимир Петрович, Зильберман, Александр Сергеевич, Зубок, Виталий Никитич, Левин, Арон Вульфович, Ломакин, Александр Александрович, Хейфец, Моисей Залманович, инженеры ЛМЗ имени И. В. Сталина, — за разработку конструкции и технологии производства паровой турбины высокого давления мощностью 100 тыс. кВт при 3 000 об/мин
17. Громачевский, Всеволод Никитич, ст. н. с. Азербайджанской государственной селекционной станции, — за выведение новых сортов озимой пшеницы: «Хоранка», «Аранданы», «Шарк», превышающих по урожайности местные стандартные сорта на 25 — 30 %
18. Гуревич, Борис Маркович, руководитель работ, ст. н. с., Бучнев, Валериан Константинович, директор ВНИУИ, Мессерман, Залман Гиршевич, доцент МЭИ имени В. М. Молотова, — за создание нового шахтного зарядного устройства для аккумуляторных батарей электровозов
19. Гусев Владимир Николаевич, руководитель работ, Богорад, Исаак Яковлевич, Гусев Николай Николаевич, Крыжановский, Павел Сергеевич, Шипулин, Павел Петрович, н. с. НИИ № 13, — за изобретение и внедрение в производство нового метода обработки металлов
20. Гутенмахер, Лев Израилевич, профессор, зав. лабораторией электромоделирования, Корольков, Николай Владимирович, н. с. ЭИАН имени Г. М. Кржижановского; Волынский, Борис Абрамович, научный руководитель лаборатории счётно-решающих механизмов, Лебедев Василий Павлович, директор ВНИИА, — за создание нового счётного аппарата — электроинтегратора
21. Дамский, Абрам Маркович, директор, Селивер, Борис Абелевич, Воскобойник, Николай Израилевич, инженеры завода № 531; Арутюнов, Валентин Осипович, докторант АН СССР, — за разработку конструкции и освоение в серийном производстве новых инерционных осциллографов
22. Дмитриев, Сергей Фёдорович, руководитель работ, профессор, Сутеев, Григорий Осипович, Аснин, Давид Иосифович, Фирюкова, Мария Васильевна, н. с. Института малярии, медицинской паразитологии и гельминтологии, — за изобретение и внедрение в практику препарата для лечения актиномикоза
23. Дорофеев, Пётр Иннокентьевич, руководитель работ, Есипов, Павел Михайлович, Лахтионов, Олег Владимирович, инженеры Уральского геологического управления, Тюрин, Андрей Петрович, ст. геолог Северо-Уральской партии треста «Свердловскуглегеология», Тарханеев, Борис Фёдорович, гл. инженер, Мезенцев, Александр Васильевич, нач. Волчанской геологоразведочной партии треста «Свердловскуглеразведка», — за геологические исследования и разведку Волчанских каменноугольных месторождений, обеспечившие создание новой мощной базы энергетических углей на Среднем Урале
24. Ефремов, Дмитрий Васильевич, зам. МЭП СССР, Комар, Евгений Григорьевич, Титов Владимир Викторович, Данилов, Константин Владимирович, Карташёв, Евгений Иванович, инженеры завода «Электросила» имени С. М. Кирова, — за создание турбогенератора мощностью 100 тыс. кВт при 3000 об/мин с водородным охлаждением
25. Заглодин, Леонид Спиридонович, руководитель работ, Жунко, Владимир Иванович, Подклетнов, Михаил Иванович, инженеры Ленгипрогаза, — за разработку и внедрение способа переработки сланцев на высококалорийный газ в камерных печах
26. Иванов Александр Михайлович, технолог Уральского Кировского завода, — за разработку и применение новых методов производства гусениц, тяжёлых тракторов, обеспечивающих высокий рост производительности труда, улучшение качества и снижение себестоимости продукции
27. Ивченко, Александр Георгиевич, руководитель работ, Лотарев, Владимир Алексеевич, Анашкин, Александр Михайлович, инженеры завода № 478, — за создание новых авиационных моторов
28. Исаев, Алексей Михайлович, — за разработку конструкции нового двигателя для самолётов
29. Кананин, Григорий Иванович, бывший н. с. НИИТЛМ, — за разработку автоматического скоростного ткацкого станка оригинальной конструкции
30. Карапетян, Гурген Бейбутович, руководитель работ, нач. КБ нефтебурового оборудования, Власов, Александр Иванович, Иванов, Григорий Андреевич, Зенков, Михаил Андрианович, Корнилов, Михаил Михайлович, работники УЗТМ имени С. Орджоникидзе, — за усовершенствование конструкции и организацию серийного выпуска тяжёлых нефтебуровых установок
31. Квятковский, Владимир Станиславович, руководитель работ, Щапов, Николай Михайлович, профессор ВНИИГМ, Квитко, Михаил Николаевич, Комиссаров, Николай Алексеевич (посмертно), Орахелашвили, Мираб Мамиевич, Строев, Георгий Фёдорович, инженеры ЦКБ гидромашин, — за усовершенствование и унификацию малых гидротурбин и внедрение их в производство
32. Клочко, Михаил Антонович, руководитель работ, профессор ИОНХАН имени Н. С. Курнакова, Береснев, Иван Симонович, Киреенко, Фёдор Трифонович, инженеры Норильского никелевого комбината, — за разработку и внедрение новых методов переработки отходов никелевого производства
33. Кожевников, Константин Ерофеевич, ст. инженер Уральского геоологического управления; Горшков, Григорий Васильевич, геолог, Глинских, Павел Яковлевич, ст. буровой мастер Ивдельской марганцевой партии, — за открытие, разведку и промышленное освоение крупных марганцевых месторождений на Северном Урале
34. Коломийцев, Аркадий Аркадьевич, Чухачёв, Сергей Иванович, сотрудники ЦИАМ, — за создание новой аппаратуры для испытания авиационных двигателей
35. Кондратьев, Георгий Михайлович, профессор ЛИТМО, — за разработку приборов для скоростного определения тепловых свойств материалов
36. Кононов, Виктор Ефимович, мастер-конструктор МНИИП, — за разработку новой конструкции протеза руки
37. Копылов, Николай Филиппович, руководитель работ, Гинсбург, Николай Николаевич, Файбич, Михаил Михайлович, Птушкин, Иван Васильевич, полковники м/сл; Груденков, Андрей Степанович, Романов, Павел Фёдорович, подполковники м/сл; Алтухов, Михаил Васильевич, инженер-подполковник, — за разработку и внедрение в промышленность новых методов получения вакцин, бактериофагов и антибиотиков
38. Кравцова, Зоя Ивановна, ст. инженер Уральского геологического управления, Пылаев, Борис Филиппович, нач. лаборатории института «Механобр», — за открытие, разведку и промышленное освоение крупных месторождений высококачественного графита на Урале
39. Кубёцкий, Леонид Александрович, н. с. ИАТАН, — за изобретение многокаскадных вторично-электронных трубок
40. Кулиев, Али Муса оглы, руководитель работ, нач. лаборатории, Гейман, Ольга Абрамовна, ст. н. с. АзННИИ имени В. В. Куйбышева; Алиев, Фридун Абдул-Гусейн оглы, директор завода № 142, Шхиян, София Христофоровна, ст. инженер Технического управления МНП южных и западных районов СССР, — за разработку метода повышения качества нефтяных масел
41. Лернер, Рувим Зиновьевич, инженер Главкокса МЧМ СССР, — за разработку и внедрение гидравлического режима обогрева на коксовых печах, обеспечившего увеличение срока службы этих печей без капитального ремонта
42. Лившиц, Александр Маркович, руководитель работ, гл. инженер, Гусев, Иван Павлович, Иванов, Трифон Николаевич, Осепчугов, Виктор Васильевич, Скотников, Виктор Васильевич, Ханин, Наум Самойлович, инженеры ЯАЗ; за усовершенствование конструкции и освоение производства быстроходных автомобильных дизелей
43. Люлька, Архип Михайлович, — за создание экспериментального реактивного авиационного двигателя
44. Ляндрес, Давид Моисеевич, гл. конструктор, Корниенко, Афанасий Михайлович, Паншин, Борис Михайлович, Розин, Давид Соломонович, инженеры ХТГЗ; Бабаков, Николай Григорьевич, гл. инженер УТЗ, Сатановский, Александр Елизарович, гл. инженер техуправления МТМ СССР, Филиппов, Дмитрий Александрович, инженер-капитан 1 ранга, Пушкин, Иван Семёнович, инженер-полковник, — за усовершенствование конструкции и технологии производства двигателей для боевых кораблей
45. Магомет, Иосиф Яковлевич, зав. отделом селекции Сквирского опытного поля Киевской области, — за выведение новых ценных сортов овощных и ягодных культур, нашедших широкое распространение на Украине
46. Манькин, Мендель-Эмануил Абрамович, руководитель работ, Корсун, Николай Николаевич, инженеры завода № 624; Петров Георгий Николаевич, профессор МЭИ имени В. М. Молотова, — за разработку конструкций мощных выпрямительных трансформаторов
47. Марти, Юлий Юльевич, руководитель работ, Мантейфель, Борис Петрович, Михайлов, Стефан Васильевич, н. с. Полярного ПИНРО, Корольков, Геннадий Павлович, командир рыболовного судна, — за открытие и освоение нового сельского промысла в Баренцевом море
48. Малченко, Андрей Леонидович, руководитель работ, Ашкенузи, Зусь Кивович, н. с. ВНИИСП, Гладкий, Фёдор Сидорович, гл. инженер Харьковского спиртотреста, Чистяков, Михаил Павлович, инженер Гипроспирта, — за разработку и внедрение метода непрерывного производства спирта, обеспечившего значительное увеличение производительности спиртовых заводов
49. Мерперт, Моисей Петрович, Похоровский, Аврам Давыдович, инженеры Московского завода внутришлифовальных станков, — за разработку конструкции универсального резьбошлифовального станка большой точности
50. Минович, Марк Александрович, руководитель работ, Ясиновский, Виктор Самойлович, Клевке, Валентин Альвинович, н. с. ГИАП, Немилов, Владимир Александрович, профессор ИОНХАН, Розенфельд, Исаак Маркович, инженер Сталиногорского химкомбината, — за усовершенствование технологии производства аммиака
51. Михайлов, Григорий Георгиевич, руководитель работ, зам. гл. конструктора, Феста, Георгий Александрович, Цепкин, Михаил Фокич, конструкторы Московского автозавода имени И. В. Сталина, — за разработку конструкции нового автомобильного двигателя с пятискоростной коробкой передач для грузовых автомобилей
52. Мишин, Николай Николаевич, ст. н. с. НИИЛВ, — за разработку конструкции и внедрение в промышленность высокопроизводительной машины для обработки кенафа
53. Наталевич, Евгений Ефимович, руководитель работ, зам. нач. проектного бюро ГУ заводами ж/д машиностроения, Афанасьев Евгений Владимирович, Шастин, Виктор Александрович, инженер ГУ сигнализации и связи, Зыков, Леонид Семёнович, инженер Киевского электротехнического завода «Транссигнал», — за разработку и внедрение новой системы блокировки ж/д станций, обеспечивающей безопасность движения на железных дорогах
54. Негруль, Александр Михайлович, профессор, Журавель, Михаил Семёнович, зав. секцией виноградарства Среднеазиатской станции ВИР, — за создание новых ценных сортов винограда: «Победа», «Ранний ВИР», «Мускат Узбекистанский»
55. Ненадкевич, Константин Автономович, руководитель работ, ч.- к. АН СССР, Салтыкова, Вероника Сергеевна, н. с. ИГНАН; Гинзбург, Натан Ильич, ст. н. с. геологического музея АН СССР, — за открытие и исследование новых месторождений редких металлов
56. Павлов, Анатолий Фёдорович, руководитель работ, Гузь, Самуил Юрьевич, Кичин, Николай Николаевич, Сипайлов, Вячеслав Павлинович, инженеры Полевского криолитового завода, Щенков, Влас Власович, инженер Главалюминия, — за разработку и внедрение в промышленность нового способа получения химических продуктов
57. Пархоменко, Василий Степанович, нач. лаборатории НИИ-380, Ковальчик, Татьяна Лаврентьевна, Кондрашёва, Зинаида Никитична, Ипатова, Софья Ивановна, инженеры завода № 632; Романюк, Константин Бонифатьевич, инженер МПСС СССР, — за разработку и внедрение новой технологии массового производства радиоламп с долговечным оксидным катодом
58. Пачкин, Василий Алексеевич, руководитель работ, Щеканенко, Аркадий Сазонтович, заместители начальника Главнефтегазстроя; Боксерман, Юлий Израилевич, нач., Палта, Рувим Соломонович, гл. инженер проекта, Сульженко, Ким Матвеевич, гл. инженер Управления газопровода Саратов — Москва; Платонов, Александр Иванович, нач. Управления по строительству трубопроводов, Борисов Пётр Михайлович, управляющий сварочно-монтажным трестом, — за разработку и внедрение передовых технических методов и усовершенствований на строительстве газопровода Саратов — Москва
59. Прянишников, Вадим Павлович, руководитель работ, Пурин, Лев Вильгельмович, Тревгода, Михаил Александрович, Шамарин, Борис Николаевич, инженеры ГФЗ имени М. В. Ломоносова, — за разработку нового метода и усовершенствование аппаратуры промышленного производства кварцевого песка
60. Пучков, Пётр Кузьмич, руководитель работ, нач. ГУ по переработке МНП южных и западных районов СССР, Исмаилов, Рустам Гаджи Али оглы, нач., Алиев, Вагаб Сафарович, гл. инженер объединения «Азнефтезаводы»; Маркарян, Георгий Георгиевич, гл. технолог треста «Азнефтепроект», — за коренное усовершенствование промышленных методов переработки нефти
61. Российский, Николай Алексеевич, ст. мастер, Оснас, Яков Вульфович, Коренцева, Марина Ивановна, инженеры Московского инструментального завода «Калибр», — за коренное усовершенствование технологических процессов производства и организацию коллективной стахановской работы, обеспечивших значительное снижение себестоимости, повышение производительности труда и качества продукции
62. Садовский, Михаил Александрович, зам. директора по научной части ИХФАН, Косачёв, Михаил Нестерович, управляющий трестом «Союзвзрывпром», Медведев Сергей Васильевич, н. с. ГФИАН, — за разработку и внедрение нового метода определения безопасных расстояний при взрывных работах от источников взрыва до сооружений
63. Салганник, Макс Григорьевич, нач. цеха инкубации Томилинской птицефабрики, — за коренное усовершенствование технологического процесса инкубации утиных яиц
64. Сарымсаков, Ташмухамед Алиевич, президент, Романовский, Всеволод Иванович, д. ч., Джорджио, Виктор Антонович, Бугаев, Виктор Антонович, профессора ИММ АН УзССР, — за разработку и внедрение в практику новых методов составления краткосрочных и долгосрочных прогнозов погоды
65. Сатовский, Борис Иванович, руководитель работ, Верник, Александр Борисович, Борисов, Сергей Кузьмич, Егошина, Юлия Герасимовна, инженеры УЗТМ имени С. Орджоникидзе, Домбровский, Николай Григорьевич, профессор, — за разработку и промышленное освоение новой конструкции экскаватора высокой производительности
66. Светличный, Афанасий Назарович, руководитель работ, директор, Аксёненко, Михаил Романович, инженер Ворошиловского масложиркомбината; Ильин, Семён Савельевич, инженер ВНИИЖиров, Науменко, Пётр Васильевич, гл. инженер Главрасжирмасла, — за разработку конструкции непрерывно действующей экстракционной установки по переработке сои
67. Сидоров, Владимир Иосифович, руководитель работ, Аникин, Прокопий Антонович, Шаманин, Владимир Сергеевич, инженер ГСМП, Кармишин, Алексей Васильевич, инженер МСХ СССР, Назаров, Сергей Васильевич, инженер МРП западных районов СССР, — за разработку конструкции нового массового ветряного двигателя мощностью до 50 кВт
68. Сидоров, Павел Николаевич, руководитель работ, нач. отдела подшипников тяжёлого машиностроения ЦКБ подшипниковой промышленности, Черкасский, Иван Иванович, Волков Николай Михайлович, Крюков, Савелий Ермолаевич, инженеры Первого ГПЗ имени Л. М. Кагановича, — за создание конструкций и освоение производства крупногабаритных подшипников для тяжёлого машиностроения
69. Смекалин, Иван Васильевич, руководитель работ, Шамардин, Николай Николаевич, инженеры Управления газового хозяйства Могорсполкома; Былинкин, Иван Герасимович, Жуков Александр Фёдорович, инженеры Мосгазпроекта, — за разработку и осуществление оригинальной системы газовой сети в Москве
70. Стекольников, Илья Самуилович, зав. лабораторией высоковольтного разряда ЭНИАН имени Г. М. Кржижановского, — за создание катодно-осциллографической установки, имеющей важное значение для ряда областей физики и техники
71. Стрельчук, Николай Антонович, руководитель работ, Симонов, Вениамин Васильевич, инженеры-полковники; Волков, Анатолий Фёдорович, инженер-майор, Шаров, Николай Владимирович, инженер-подполковник, — за разработку конструкции нового автоматического противопожарного оборудования
72. Сыроватский, Сергей Георгиевич, руководитель работ, Снеткова, Алевтина Николаевна, ст. н. с. Ставропольской государственной селекционной станции; Русаков, Леонид Фёдорович, сотрудник Государственной комиссии по сортоиспытанию зерновых культур при МСХ СССР, — за выведение высокоурожайных сортов зерновых культур: озимой пшеницы «Ворошиловская», гибридов № 481, 161, 162 и 491 и яровой пшеницы «Пионерка», занимающих площадь посева свыше 700 тыс. гектар
73. Тепикин, Сергей Максимович, руководитель работ, Чермак, Лев Леонтьевич, Успенский, Николай Фёдорович, Дроздов, Владимир Васильевич, инженеры ЮУНК, Миронов, Александр Алексеевич, гл. инженер Главникелькобальта, — за разработку и внедрение нового метода очистки никеля
74. Терентьев Алексей Васильевич, руководитель работ, нач. отдела механизации Гипрорыбы; Березин, Николай Тихонович, гл. технолог, Ходос, Лазарь Абрамович, инженер МРП западных районов СССР; Миллер, Борис Николаевич, ст. н. с. ВНИРО, Чернигин, Николай Филиппович, гл. механик Главкамчатрыбпрома, — за разработку и внедрение в рыбную промышленность методов гидравлической механизации трудоёмких процессов
75. Тиходеев, Павел Михайлович, руководитель работ, профессор, Карташевская, Вера Евгеньевна, Сабуренков, Александр Матвеевич, н. с. ВНИИМ, — за создание нового светового эталона СССР и внедрение его в народное хозяйство
76. Уманский, Яков Семёнович, руководитель работ, профессор МИС имени И. В. Сталина, Меерсон, Григорий Абрамович, профессор МИЦМиЗ имени М. И. Калинина, Ковальский, Александр Евсеевич, Левин, Григорий Ниссонович, Сударикова, Наталия Андреевна, инженеры МКТС, — за разработку и внедрение новых методов производства твёрдых сплавов
77. Уманский, Виктор Борисович, руководитель работ, Баженов, Иван Иванович, Снаговский, Евгений Стефанович, Васильев, Кирилл Владимирович, Фурманов, Борис Матвеевич, н. с. ВНИУИ, Ештокин, Афанасий Фёдорович, нач. шахты № 4/6 треста «Копейскуголь», — за разработку и внедрение методов автоматического управления механизмами и процессами на угольных шахтах
78. Усов Владимир Васильевич, руководитель работ, Поволоцкая, Мария Даниловна, Бенько, Пелагея Акимовна, н. с. НИИ № 627, — за разработку новых конструкций деталей электрических аппаратов
79. Цеймах, Ной Лазаревич, руководитель работ, гл. технолог, Барановский, Василий Акимович, Гамарник, Яков Моисеевич, Пудов, Виктор Иванович, Хаит, Лазарь Иосифович, инженеры Челябинского абразивного завода, — за разработку и внедрение в производство нового технологического процесса термической обработки абразивных инструментов на керамической связке
80. Целиков, Александр Иванович, руководитель работ, нач. ЦКБ металлургического машиностроения, Кругликов, Абрам Владимирович, Рокотян, Евгений Сергеевич, Гуревич, Азриель Ефимович, н. с. ЦНИИТМ, Шор, Эммануил Романович, ст. н. с. ВИАМ, — за создание новых станов для прокатки равнопрочных профилей переменного сечения
81. Чередниченко, Павел Алексеевич, руководитель работ, гл. инженер, Зуймач, Жанис Фрицевич, нач. цеха завода «Саркандаугава»; Подъельский, Вадим Сергеевич, ст. инженер сектора стройматериалов Госплана СССР, Бондарев, Константин Тимофеевич, Забков, Фёдор Ефимович, инженеры завода «Автостекло», Чмыхов, Алексей Андреевич, инженер КБ при опытном стеклозаводе, Карасёв, Семён Фёдорович, Харитонов, Сафрон Дмитриевич, мастера Горьковского стеклозавода, — за разработку и внедрение скоростных методов вытягивания оконного стекла на машинах Фурко и способа тонкослойной загрузки шихты в стекловаренные печи, обеспечивающих значительное увеличение производства стекольных заводов
82. Чернобыльский, Алексей Иванович, руководитель работ, Кобецкий, Юлиан Иосифович, Карабчинская, Мария Моисеевна, Подклетов, Евгений Николаевич, Макаров, Борис Александрович, инженеры ЛХПК, Варгин, Владимир Владимирович, профессор ЛТИ имени Ленсовета, — за разработку состава кислотоупорных эмалей и освоение нового в СССР производства стальной эмалированной кислотоупорной аппаратуры
83. Чугреев, Николай Самойлович, руководитель работ, Гандлевский, Григорий Давыдович, Школьник, Людмила Абрамовна, Шебуев, Алексей Николаевич, Масанов, Николай Иванович, инженеры Дорогомиловского химзавода имени М. В. Фрунзе; Тихомиров, Сергей Михайлович, зам. МХП СССР, — за разработку и внедрение непрерывного метода производства бензидин-сульфата, обеспечившего значительное увеличение производительности аппаратуры и снижение вредности производства
84. Эльясберг, Максим Ефимович, руководитель работ, Когель, Павел Григорьевич, Кирьянов, Алексей Иванович, конструкторы ЛССЗ имени Я. М. Свердлова, — за создание новой конструкции специальных станков

### Другие лауреаты
1. Швецов, Аркадий Дмитриевич, конструктор авиационных двигателей